# Нілби
Нілби (ест. Nilbõ) — село в Естонії, входить до складу волості Риуге, повіту Вирумаа.